# 호암직동
호암직동(虎岩直洞)은 충청북도 충주시의 남쪽에 위치한 행정동이다.

## 연혁
- 1895년, 충주군 설치. 충주군 북변면
- 1912년, 구한국지방행정구역명칭일람에 충주군 남변면으로 31리 관할
- 1914년, 행정구역 통폐합에 따라 남변면의 관주동, 도좌동, 대제동 일부를 병합하여 호암리라 하여 충주군 읍내면에 편입
- 1917년, 읍내면을 충주면으로 개칭
- 1931년, 충주면을 충주읍으로 승격
- 1956년, 충주읍을 충주시로 승격 충주시 호암동, 충주시 직동으로 개칭

## 주요 기관

### 교육기관
- 초등학교
  - 남산초등학교
  - 용산초등학교
- 중학교
  - 충주중학교
  - 충주미덕중학교
  - 충주예성여자중학교
- 고등학교
  - 충주고등학교
  - 충주중산고등학교
  - 충주상업고등학교
  - 충주여자고등학교
  - 충주예성여자고등학교

### 예술 기관
- 우륵당
- 충주다목적체육관
- 택견전수관

### 관광지
- 호암지

### 방송국
- MBC충북 충주방송국

### 주거
| 단지명                | 건설사                     | 시행사                                | 주소                    | 입주        | 비고     |
| --------------------- | -------------------------- | ------------------------------------- | ----------------------- | ----------- | -------- |
| 호암 리버빌           | 거림건설㈜                 | 거림건설㈜                            |                         |             |          |
| 호암 수채             | 거림건설㈜                 | 거림건설㈜                            |                         |             |          |
| 호암 세영더(the) 조은 | 세영종합건설㈜             | 세영종합건설㈜                        |                         |             |          |
| 호암지구 두진하트리움 | 두진건설 ㈜원건설 우미건설 | ㈜두진                                |                         |             |          |
| 호암 우미린 에듀시티  | 우미건설 ㈜우심산업개발    | 서령개발㈜                            |                         |             |          |
| 호암지구 힐데스하임   | ㈜원건설                   | 키움건설(유)                          |                         |             |          |
| 호암지구 제일풍경채   | 제일건설㈜                 | 제일하나제1호위탁관리부동산투자회사   | 호암수청1로 60 (호암동) | 2022년 12월 | 민간임대 |
| 포레나 충주호암       | 한화㈜ 건설부문            | 용산주공아파트 주택재건축정비사업조합 |                         |             |          |

### 공공 기관
- 충주소방서 호암119안전센터